# Chorverband Österreich
Der Chorverband Österreich ist der Dachverband der österreichischen Chorverbände und Landessängerbünde. Er wurde 1949 als „Österreichischer Sängerbund“ gegründet und versteht sich als überparteiliche Dachorganisation der Chöre und Verbände aller neun Bundesländer.
Die Arbeit des Chorverbandes Österreich  verfolgt kulturelle und erzieherische Ziele und ist nicht auf Gewinn ausgerichtet. Die Landesverbände agieren eigenständig. Im Einzelnen sind dies:
- Burgenländischer Sängerbund
- Kärntner Sängerbund
- Chorverband Niederösterreich und Wien
- Chorverband Oberösterreich
- Chorverband Salzburg
- Chorverband Steiermark
- Chorverband Vorarlberg
- Chorverband Tirol
- Chorforum Wien.

Siehe auch
- Landesjugendchor
- Lange Nacht der Chöre

## Weblink
- Der Chorverband Österreich (ChVÖ)